# La Adictiva
La Adictiva, anteriormente conocida como La Adictiva Banda San José de Mesillas, es una agrupación sinaloense de origen mexicano fundada en 1990 en Mesillas, una localidad del municipio de Concordia, en el estado de Sinaloa, México.
En 2024, tras unirse a la discográfica Sony Music, la banda consolidó su presencia en la escena musical al lanzar varios temas que alcanzaron un notable éxito a nivel nacional, posicionándola como una de las agrupaciones sinaloenses más reconocidas y con mayor proyección en el país.[cita requerida]

## Antecedentes
La banda fue fundada el 19 de marzo de 1990. En 2007, con el lanzamiento del álbum Corridos Adictivos, la agrupación adoptó el nombre de La Adictiva Banda San José de Mesillas. A lo largo de su trayectoria, la banda ha lanzado 13 álbumes y ha experimentado varios cambios en su alineación, incluyendo la rotación de vocalistas. Entre ellos, Claudio Alcaraz se destacó como el vocalista con mayor permanencia, liderando la banda entre 2003 y 2013.
Los primeros éxitos nacionales de La Adictiva incluyeron canciones como «Por qué sin ti» y «La palma de mi mano» (2008), «Te amo y te amo» (2010), «Nada iguales» y «El pasado es pasado» (2011), así como «10 segundos» y «Haciendo el amor» (2012), todas interpretadas por Claudio Alcaraz. Sin embargo, tras conflictos salariales, Alcaraz fue retirado de la banda en 2013.[cita requerida] Actualmente, el vocalista principal es Guillermo Garza, quien ha logrado éxitos como «Después de ti» (2015) y «Peligro de extinción» (2018). En 2015, también se incorporó Carlos Sarabia como vocalista, aunque fue desplazado en febrero de 2018 por razones no esclarecidas.

## Integrantes
- Abraham Rodríguez — Trompeta
- Armando Velarde — Trompeta
- Francisco Castro — Trompeta
- Martín Rodríguez—  Trombón
- León Barajas—  Trombón
- Jesús Reyes — Trombón
- Luis Fermín — Tambora
- Alexis Quiñones — Caja
- Josué Herrera — Tuba
- Eduardo Ávalos — Trompa alto y Congas
- Adán Sánchez — Trompa alto
- Fermín Reyes — Clarinete
- Adán Urías — Clarinete
- Edson González — Clarinete
- Omar Melendres — Vocalista
- Isaac Salas Segundo — Vocalista
- Jerry Corrales Tercer — Vocalista

## Discografía
- Aunque sea a escondidas (1995)
- Es falsa compañero (1996)
- Alma de acero (2001)
- Tu destino (2002)
- Si te tengo a ti (2005)
- Intocable (2006)
- Para conquistarte (2007)
- 15 corridos y rancheras (2007)
- ¿En qué te fallé? (2008)
- Como la palma de mi mano (2008)
- Corridos adictivos (2009)
- Vida sinaloense (2010)
- Nada iguales (2011)
- Muchas gracias (2013)
- 15 Súper Éxitos (2013)
- Disfruté engañarte (2014)
- Durmiendo en el lugar equivocado (2016)
- 30 Aniversario (2020)
- Una intimidad adictiva (2021)